# 미국-방글라데시 관계
미국–방글라데시 관계는 미국과 방글라데시 간의 양자 관계를 말한다. 미국에게 방글라데시는 38번째로 큰 상품 공급국이며 60번째로 큰 수출 시장이다. 방글라데시에게 미국은 최대 수출 시장이다. 양국은 1986년에 양자 투자 협정을 체결하였다. 미국 기업들은 방글라데시 내 최대 외국인 투자자이며, 미국 정부는 로힝야족 위기에 대응한 인도적 지원의 최대 공여국이다. 양국은 자유롭고 열린 인도 태평양 구상에 대해 유사한 입장을 표명하고 있다.
방글라데시는 워싱턴 D.C.에 대사관을, 뉴욕과 로스앤젤레스에 총영사관을 두고 있다. 미국은 다카에 대사관을 두고 있으며, 치타공, 제소르, 라지샤히, 실렛에 정보 센터를 운영하고 있다. 주방글라데시 미국 대사관은 다카에서 아처 K. 블러드 미국 도서관과 에드워드 M. 케네디 센터 운영하고 있다. 양국은 모두 유엔 회원국이다. 2014년 조사에서 방글라데시인의 76%가 미국에 대해 우호적인 시각을 가지고 있는 것으로 나타났으며, 이는 남아시아 지역 조사 대상국 중 가장 높은 수치 중 하나였다. 미국이 도입하는 새로운 방위 장비는 방글라데시 내 유엔 평화유지 활동 및 기타 임무를 강화하는 데 기여할 것으로 예상된다. 미국 정부는 방글라데시군의 주권 수호 역량을 강화하기 위해 무기 및 장비를 추가로 지원하기로 약속하였다.

## 역사
1971년 방글라데시 독립 전쟁 당시, 당시 다카 주재 영사 아처 블러드를 비롯한 미국 외교관들은 파키스탄군이 벵골인에게 자행한 잔혹 행위를 상세히 기록한 일련의 전보를 보냈다. 이들은 미국과 파키스탄 군사 정권 간 긴밀한 동맹 관계로 인해 집단학살을 무시하는 리처드 닉슨 행정부의 정책에 반대 입장을 표명하였다. 미국 내 여론 또한 닉슨의 방글라데시 정책에 반발하는 방향으로 전환되었다. 이후 헨리 키신저는 방글라데시 정책이 "오판"이었다고 인정하며, 베이징과 워싱턴 간 화해 국면에서 "방글라데시 위기가 터졌을 당시 파키스탄이 우리에게 중국으로 가는 유일한 통로였다"고 언급하였다.

## 현재 관계
방글라데시는 남아시아 지역에서 미국의 주요 동맹국이다. 양국은 지역 및 글로벌 안보, 대테러, 기후변화 문제에 대해 폭넓은 협력을 진행하고 있다. 방글라데시는 버락 오바마 행정부의 주요 국제 개발 사업인 식량 안보, 보건, 환경 분야에 핵심 참여국으로 활동해왔다. 2021년 6월 이후 미국은 방글라데시 국민에게 1억 1,457만 820회의 안전하고 효과적인 코로나19 백신을 무상으로 제공하였다. 방글라데시는 미국의 코로나19 백신 기부 중 가장 큰 수혜국으로 1억 5천만 회분 이상의 백신을 받았다. 팬데믹이 시작된 이후 미국의 지원으로 64개 구역에서 5만 명 이상의 보건의료인력 및 기타 종사자들이 안전한 백신 접종 교육을 받았으며, 18대의 냉동 차량, 750대의 냉동고, 8,000개의 백신 운반 용기가 기부되어 7,100만 회분의 백신을 외딴 지역까지 운송하는 데 활용되었고, 직접 8,400만 회분의 백신 접종을 실시하였다.
조 바이든 행정부가 인권 문제 등을 이유로 방글라데시 관리들에 대해 비자 제재를 부과하자, 아와미 연맹 지도자이자 전 총리인 셰이크 하시나가 강도 높게 비판하였다.